# Transavia.com
Transavia Airlines B.V, còn gọi là transavia.com và được biết đến với tên là Transavia, là một hãng hàng không giá rẻ Hà Lan, là một phần độc lập của Tập đoàn Air France-KLM. Cơ sở chính của hãng là ở sân bay Amsterdam Schiphol (AMS); sân bay Rotterdam (RTM), sân bay Eindhoven (EIN), sân bay Maastricht Aachen (MST) và sân bay Groningen Eelde (GRQ) là trung tâm thứ cấp của nó. Tại Pháp, sân bay Paris-Orly là căn cứ chính của liên kết của Pháp. Transavia.com chủ yếu là các chuyến bay thường lệ và thuê chuyến cho khu giải trí. Hãng có trụ sở tại tòa nhà vận chuyển tại sân bay Schiphol ở Haarlemmermeer.

## Các điểm đến
- Austria: Innsbruck, Salzburg and Vienna
- Bulgaria: Bourgas
- Cape Verde: Boa Vista and Sal
- Croatia: Nebrovnic, Split and Zadar
- Cyprus: Larnaca and Paphos
- Czech Republic: Prague
- Denmark: Copenhagen
- Finland: Oulu, Kuusamo, Rovaniemi and Helsinki
- France: Bergerac, Chambéry, Grénoble, Lyon, Montpellier, Nice, Paris, Strasbourg and Toulon
- Gambia: Banjul
- Germany: Berlin, Friedrichshafen
- Greece: Athens, Chania, Chios, Heraklion, Kalamata, Kefelonia, Kos, Rhodos, Preveza (Lefkas), Mykanos, Mytilini (Lesbos), Samos, Santorini, Thessaloniki and Zakynthos
- Hungary: Budapest
- Iceland: Reykjavik
- Israel: Tel Aviv
- Italy: Bari, Bologna, Catania, Naples, Olbia, Palermo, Pisa, Rome, Turin, Venice and Verona
- Malta: Malta
- Morocco: Agadir, Casablanca, Marrakech, Oujda
- The Netherlands: Amsterdam, Eindhoven, Groningen and Rotterdam
- Portugal: Faro, Lisbon, Funchal (Madeira), Porto, Porto Santo
- Spain: Alicante, Barcelona, Fuerteventura, Girona, Gran Canaria, Granada, Ibiza, La Palma, Lanzarote, Madrid, Malaga, Mallorca, Seville, Tenerife, Valencia
- Switzerland: Geneva
- Tunesia: Djerba, Monastir, Tunis
- Turkey: Antalya, Bodrum, Istanbul, Izmir